# Michele Burato
Michele Burato (Venezia, 29 settembre 1957) è un artista italiano che lavora prevalentemente con il vetro.

## Biografia
Verso la fine degli anni ottanta, Michele Burato sedotto dalla bellezza di sezioni di vecchie canne a murrine ne da nuova vita fondendole a caldo con una tecnica antica in piastre policrome dalla insolita trama.

Dopo un periodo di sperimentazione quasi alchimistica, Burato inizia a creare piastre di vetro fondendo non più sezioni di canne a murrine ma fasce di fili, polveri finissime, e lacerti di vetro coloratissimo, così da ottenere composizioni astratte di eccezionale cromatismo e vitalità. Alcune piastre rimangono tali, simili a dipinti su tela ma con una superficie
lucente e cristallina dovuta all'azione delle altissime temperature del forno sul vetro.

Altre piastre escono dallo studio di Michele Burato per essere riscaldate nuovamente, raccolte con la canna da soffio e modellate in fornace in forme tridimensionali. In questa fase è il maestro vetraio a farsi interprete della volontà dell'artista in un lavoro in simbiosi.
I lavori finali sono vasi e sculture con colori pastosi. Rievocano pennellate, colate di pigmenti che sembrano opere di action painting, nate da una gestualità impulsiva, da un lavoro febbrile e immediato dell'artista che proietta se stesso nell'opera.

Michele Burato  ha partecipato a mostre nazionali ed internazionali e collabora con note gallerie in Italia e all'estero.

## Opere
Le opere di Michele Burato fanno parte di importanti collezioni private e pubbliche fra cui:
- Museo del vetro di Murano, Venezia,
- The Corning Museum of Glass, New York.
- Museum of Arts and Design di New York
- Museo del Castello Sforzesco  Milano "Collezione Bellini Pezzoli"
- Mava Museo de Arte en Vidrio de Alcorcon Madrid.
- The Wiener Museum of Decorative Arts Florida USA.
- Vitrea Fondazione Cologni dei Mestieri d'Arte Triennale Milano 2021
- European Glass Context 2021
- Premio Glass in Venice 2022, Istituto Veneto di Scienze, Lettere ed Arti
- "Fusion"  Biennale del gioiello contemporaneo in vetro 2024,  Museo de Arte Contemporaneo
- en Vidreo de Alcorcon (Mava) Madrid.